# FIFA 온라인 2
《피파 온라인 2》(FIFA Online 2)는 피파 온라인의 후속작이다. 피파 07을 기본 엔진으로 하여 피파 08의 로스터를 차용한 온라인 축구 게임이다. 이 게임 역시 피파 온라인처럼 EA와 네오위즈가 공동으로 개발한 게임이다. 피파 시리즈의 로스터를 기본으로 하였기 때문에 FIFA 라이선스를 획득하여 선수의 실제 모습을 그대로 나타낸 것은 피파 온라인과의 공통점이나, 기존의 피파 온라인과 상당한 차이점을 보인다고 한다. 게임 출시 발표는 2007년 9월 28일에 이루어졌으며, 2007년 10월 4일 시범 오픈을 하였고 10월 10일까지 시범적으로 운영되었다. 그리고 2007년 10월 18일 부분 유료화를 포함하여 정식 오픈을 하였다.
2010년 4월 13일, 월드컵 시즌을 맞아 피파 온라인은 EA 스포츠에서 제공한 FIFA 공식 라이센스를 토대로 '피파 월드컵 모드' 서비스를 시작했다. '피파 월드컵 모드'는 6월 개최되는 월드컵에 진출한 32개국 대표팀을 포함해 예선전에 참여했던 전 세계 199개 국가대표팀을 모두 만날 수 있는 대규모 콘텐츠다. 또한 네오위즈게임즈는 최신 데이터를 적용한 피파 월드컵 로스터 업데이트를 통해 사실적이고 방대한 선수 데이터가 돋보이는 전 세계인의 축제인 월드컵의 열기와 감동을 생생하게 전달한다는 계획이다. 또한 2010년 5월 말에는 그래픽을 피파 10 엔진으로 교체하여, 5월 25일에 업데이트했다. 그러나 2012년 11월에 서비스 종료가 공지되어 2013년 3월 31일에 서비스가 종료되었다. 그 대신 피파 온라인 3가 피파 온라인 2 뒤를 이었다.

## 피파온라인2에 삽입된 배경음악
- 트랜스픽션 - 너를 원해
- 트랜스픽션 - Go
- 트랜스픽션 - The Shouts of Reds
- 트랜스픽션 - Get SHOW
- 트랜스픽션 - Radio
- 바닐라시티 - Go Afro
- Angelique - Wele Mix2(24-48)
- Belasco - Chloroform
- bitman & roban - Get on the Floor
- Blasted Mechanism - Blasted Empire
- Boy Kill Boy - Civil Sin
- Carlos Jean - Get Down
- D.O.C.H! - Was in der Zeitung Steht
- Elefant - Uh oh Hello
- Fertig Los! - Sie ist in Mich Verliebt
- Infadels - Can't Get Enough Mekon Remix
- Keane - Nothing In My Way
- Malibu Stacy - Los Angeles
- Mellowdrone - Oh My
- Mobile - New York Minute
- Morning Runner - Gone up in Flames
- Muse - Supermassive Black Hole
- Nightmare of You - Dear Scene, I Wish I Were Deaf
- Persephone's Bees - Muzika Dlya Fil'ma
- Polysics - Tei! Tei! Tei!
- Ralph Myerz & the Jack Herren Band - Deepest Red
- Seu Jorge - Tive Razao
- Shiny Toy Guns - You Are the One
- Stijn - Gasoline & Matches
- Surferosa - Royal Uniform
- Tahiti 80 - Big Day
- The Pinker Tones - TMCR Grand Finale
- The Prototypes - Kaleidoscope
- The Sheer - Understand
- The Young Punx - You've Got to...
- Tigarah - Girl Fight
- Us3 - Kick This
- Young Love - Discotech

## 같이 보기
- FIFA 온라인
- FIFA 시리즈